# 八幡神社 (さいたま市緑区)

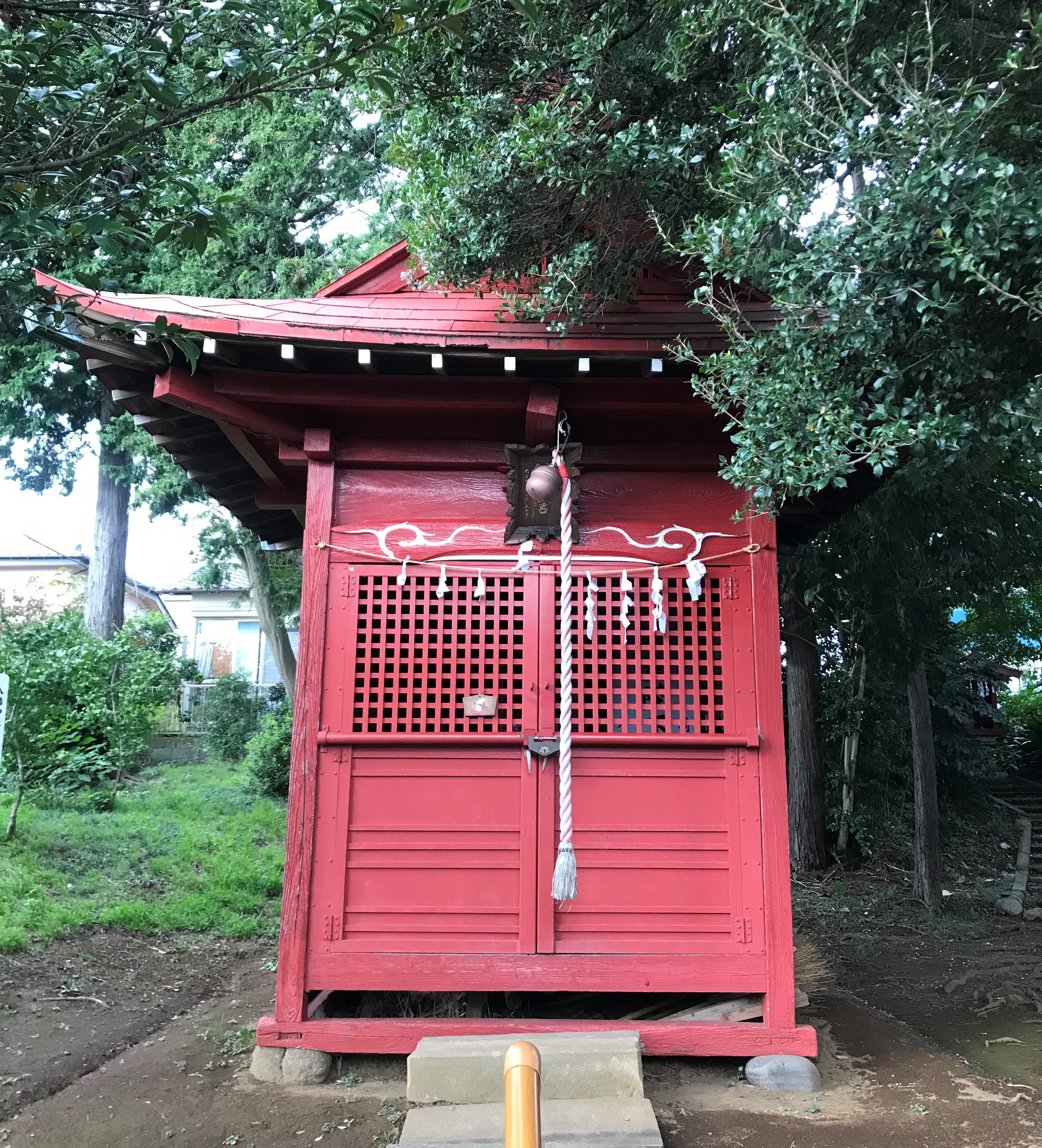

八幡神社（はちまんじんじゃ）は、埼玉県さいたま市緑区の神社。

## 歴史
創建年代は不明である。ただ江戸時代以降に定着した名主の岡村家の屋敷の鬼門に位置していることから、その頃に創建されたものと推測される。
岡村家は甲斐国の武田家の元家臣といわれている。穴山梅雪の正室見性院は梅雪の死後、徳川家康に保護され、当地に所領が与えられた。岡村氏は見性院の所領経営のため、当地に赴き、そのまま土着したものという。八幡神を祀ったのは、梅雪が城代を務めた駿河国江尻城の鎮守として祀られた小芝八幡宮から分霊を勧請したものという。
1873年（明治6年）、近代社格制度に基づく「村社」に列せられた。

## 交通アクセス
- 東浦和駅より徒歩21分。